# Psephellus meskheticus
Psephellus meskheticus là một loài thực vật có hoa trong họ Cúc. Loài này được (Sosn.) Gabrieljan miêu tả khoa học đầu tiên năm 1995.